# Dīmos Eleutheriadīs
Dīmos Eleutheriadīs (in greco: Δήμος Ελευθεριάδης; 3 febbraio 1949) è un ex calciatore cipriota, di ruolo centrocampista.

## Carriera
Ha giocato la sua unica partita per la nazionale cipriota nel 1971.